# Ctenotus monticola
Ctenotus monticola este o specie de șopârle din genul Ctenotus, familia Scincidae, descrisă de Storr 1981. Conform Catalogue of Life specia Ctenotus monticola nu are subspecii cunoscute.